# Хлібопекарська вулиця (Чернігів)
Ву́лиця Хлібопе́карська — вулиця у м. Чернігові. Від 1927 року носила ім'я В. Воровського.
24 грудня 2015 року колишній вулиці Воровського в дещо осучасненому варіанті повернуто історичну назву Хлібопекарська.

## Історія
За даними археологічних досліджень, ще в XII ст. у межах району пролягання сучасної магістралі розташовувалися пекарні. Згідно з документами XVII ст. у місті існував потужний та розмаїтий за спеціалізаціями цех пекарів. Можливо, що пекарні того часу теж містилися у цьому районі.
Як уважається, початок формування вулиці припадає на ІІ пол. XVIII ст., коли вздовж неширокої (12–13 м) дороги, що вела з північно-західних воріт Третяка в напрямку Київського тракту та шляху на Старий Білоус і Трисвятську Слободу, розпочалося будівництво стаціонарних пекарень. На початку XIX ст. вулиця була розширена до 20 м, від ІІ третини XIX століття почала забудовуватися приватними житловими будинками. Тоді ж отримала назву Хлібопекинської.
У грудні 1894 року за ініціативи дружини губернатора,  А. О. Андрієвської, у винайнятому приміщенні на Хлібопекинській було відкрито Будинок працелюбства. Станом на кінець XIX століття на вулиці містилося Управління державного майна. На початку XX століття на Хлібопекинській діяла також бакалійна крамниця Єлькіної.
Під час Німецько-радянської війни вулиця виконувала роль шляху етапування від Тюремного замку до місць розстрілу для осіб, визнаних окупаційним режимом такими, що підлягають страті, в зв'язку з чим у деякій літературі отримала епітет «Дорога смерті».
У 1927 році вулицю Хлібопекинську було названо на честь російського дипломата й більшовицького функціонера В. В. Воровського, вбитого 1923 року в Лозанні.
Під час німецької окупації міста в період Другої світової війни наказом № 107 Чернігівської міської управи від 12 грудня 1941 року вулиці повернуто початкову назву. Після витіснення німецьких військ з міста восени 1943 року, радянськими органами влади магістраль знову названо на честь Воровського.
24 грудня 2015 року, на виконання декомунізаційних законів, комісією з топонімії було вирішено повернути вулиці (проте, з урахуванням вимог сучасного правопису та орфографії) історичну назву Хлібопекарської.

Звернення компартійних активістів до мешканців міста з приводу передачі будівлі на Хлібопекарській, 10 «Просвіті»

У 1906 році за імовірно власним проєктом замовника — сина Почесного громадянина Чернігова, штабскапітана у відставці (в подальшому — полковника) Григорія Кузьмича Остапенка — недалеко від перехрестя Хлібопекинської та Магістратської було зведено садибний будинок у стилі модерн, відомий також за назвою «Дім-корабель». Особливістю споруди є незвичне архітектурне рішення у вигляді крутих ґвинтових сходів флотського типу всередині будівлі та подвійних дверцят у кованому залізному парапеті балкона. Від 1930-х років будинок використовувався як готельно-житловий фонд партійних структур області, а під час Німецько-радянської війни як готель для офіцерів вермахту. Після війни почергово тут розміщувалися житловий фонд, РАЦС та Музей історії молодіжних рухів (фактично — комсомолу) Чернігівщини. Від 1994 року будинок займає Чернігівський обласний осередок ВТ «Просвіта».

## Пам'ятки архітектури та історії, інфраструктура та об'єкти
Споруди
- буд. № 4 — будівля пекарні (кін. XVIII — поч. XIX ст.)

На цей час: Чернігівський районний суд
- буд. № 10 — садибний будинок Г. К. Остапенка (1906 р.)[3]

На цей час: Чернігівський обласний осередок ВТ «Просвіта»
- буд. № 24а — Дошкільний навчальний заклад № 54

Крім того, як історична забудова Чернігова XIX — поч. XX ст., цінність становлять також буд. № 3, 5, 7, тощо.

## Галерея

Вид на вулиці Хлібопекинській, будинок Вассерів (зараз — № 38). Фото М. Шамбона, 1917 р.
Пекарня, кін. XVIII — поч. XIX ст. (нині — Чернігівський районний суд)
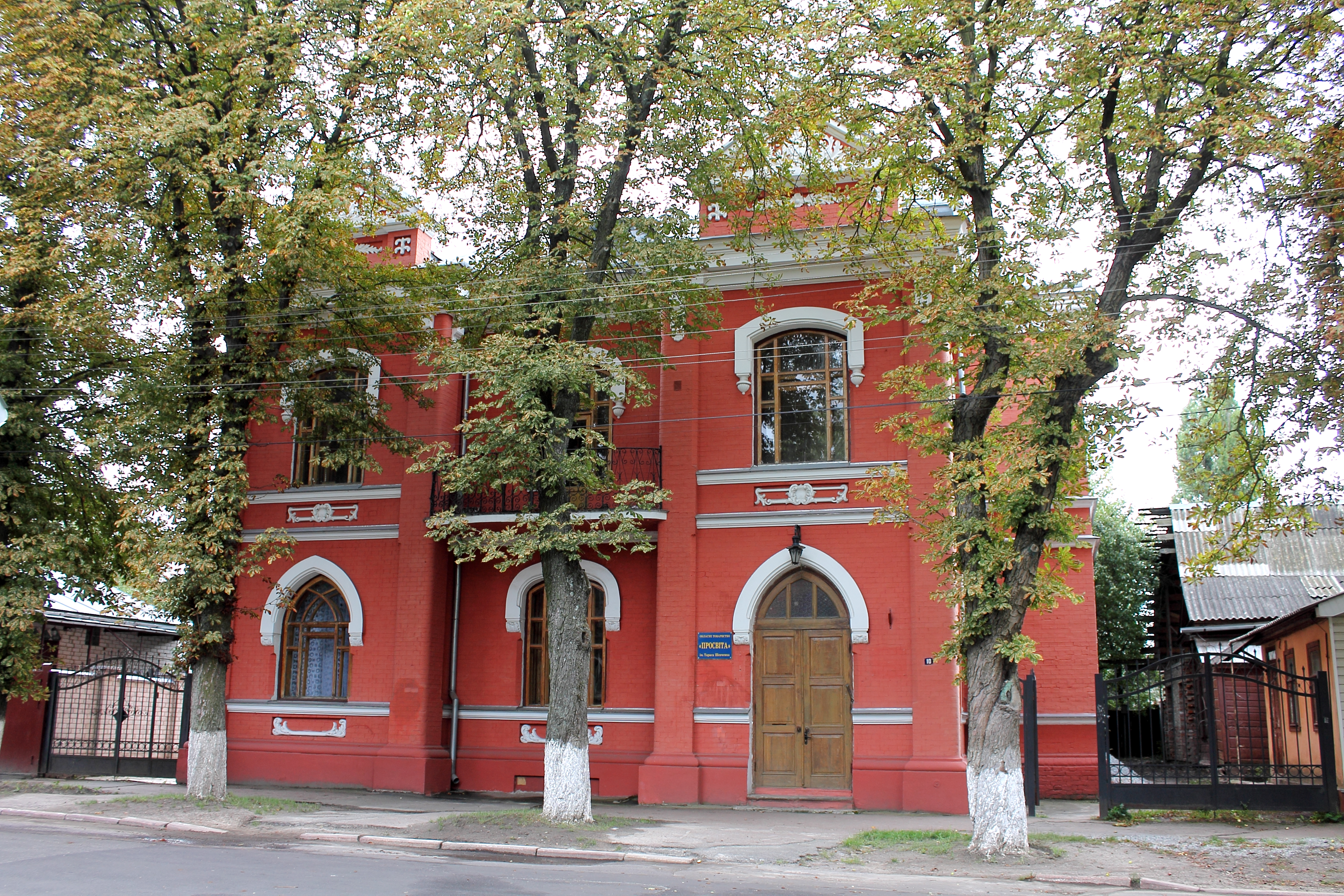
Садибний будинок Г. К Остапенка, 1906 р. (нині — Чернігівський обласний осередок ВТ «Просвіта»)